# Isoperla orata
Isoperla orata is een steenvlieg uit de familie Perlodidae. De wetenschappelijke naam van de soort is voor het eerst geldig gepubliceerd in 1942 door Frison.